# Clubul Sportiv Municipal Oradea (pallacanestro)
Il Clubul Sportiv Municipal Oradea (più comunemente noto come CSM Oradea) è una squadra di pallacanestro della città di Oradea in Romania. Milita in Divizia A, la massima divisione del campionato di pallacanestro rumeno.

## Storia
Il C.S.M. Oradea è stato fondato nel 2003 e ha raggiunto la massima divisione già nel 2005. Da allora non ha più abbandonato la categoria sebbene non abbia ancora vinto alcun trofeo. Il miglior risultato ottenuto è infatti la finale per il titolo raggiunta (e persa) nella stagione 2013-14. Nello stesso anno ha raggiunto, perdendola, la finale di Coppa di Romania.

## Roster 2016-2017
Aggiornato al 20 dicembre 2016.
|    | Naz.                                    | Ruolo | Sportivo         | Anno | Alt. | Peso |  |
| -- | --------------------------------------- | ----- | ---------------- | ---- | ---- | ---- |  |
| 1  | Serbia (bandiera) · Bulgaria (bandiera) | P     | Branko Mirković  | 1982 | 190  | 85   |  |
| 3  | Stati Uniti (bandiera)                  | PG    | Martin Zeno      | 1985 | 196  |      |  |
| 4  | Romania (bandiera)                      | PG    | Andrei Mandache  | 1987 | 190  |      |  |
| 5  | Stati Uniti (bandiera)                  | AP    | Sean Barnette    | 1986 | 196  | 100  |  |
| 6  | Romania (bandiera)                      | P     | Cătălin Petrișor | 1992 | 188  |      |  |
| 8  | Romania (bandiera)                      | A     | Rareş Paşca      | 1985 | 198  |      |  |
| 11 | Serbia (bandiera)                       | AG    | Uroš Lučić       | 1983 | 207  |      |  |
| 14 | Romania (bandiera)                      | AG    | Titus Nicoară    | 1988 | 202  |      |  |
| 15 | Canada (bandiera)                       | C     | Sean Denison     | 1985 | 208  | 112  |  |
| 21 | Romania (bandiera)                      | C     | Bogdan Ţîbîrnă   | 1991 | 210  |      |  |
| 22 | Bosnia ed Erzegovina (bandiera)         | G     | Muhamed Pašalić  | 1987 | 192  | 84   |  |
| 24 | Romania (bandiera)                      | AP    | Bobe Nicolescu   | 1997 | 199  |      |  |
| 26 | Romania (bandiera)                      | AC    | Sergiu Pop       | 1991 | 198  |      |  |

### Staff tecnico
| Allenatore: | Cristian Achim                 |
| Assistenti: | Marius Marinau, Milan Mitrovic |

## Palmarès
- Campionato rumeno: 3

2015-2016, 2017-2018, 2018-2019
- Supercoppa di Romania: 1

2020